# Aletris glabra
Aletris glabra är en enhjärtbladiga växtart som beskrevs av Louis Édouard Bureau och Adrien René Franchet. Aletris glabra ingår i släktet Aletris, och familjen myrliljeväxter. Inga underarter finns listade i Catalogue of Life.